# Dorfkirche Glövzin

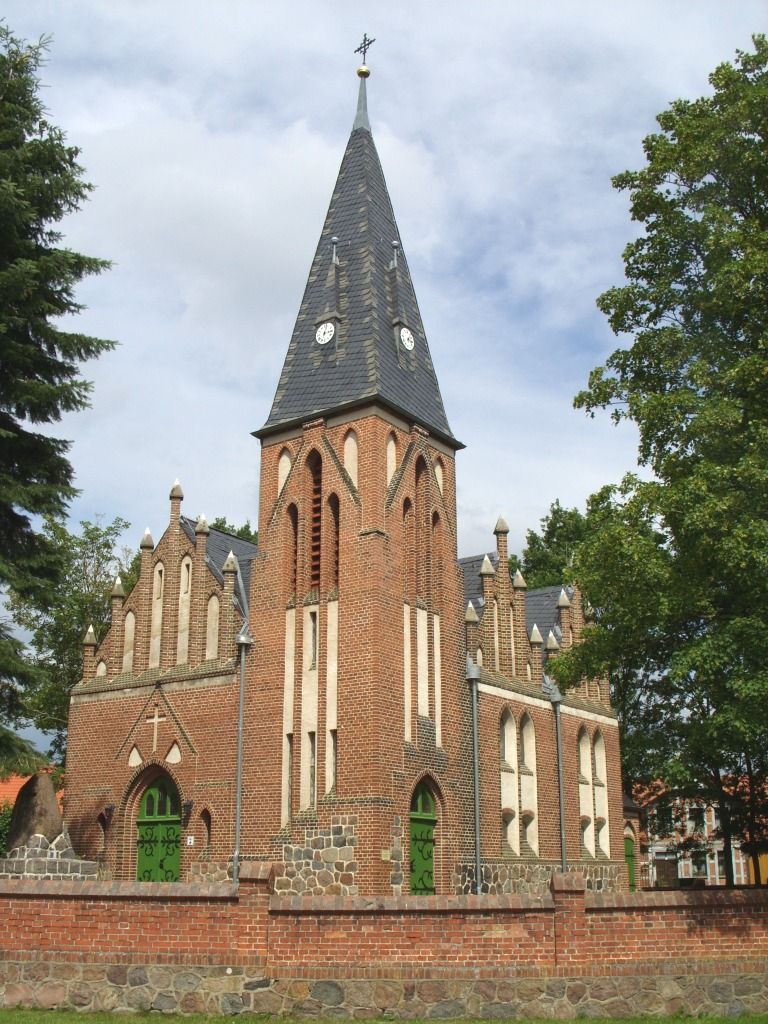
Dorfkirche Glövzin

Die evangelische, denkmalgeschützte Dorfkirche Glövzin steht in
Glövzin, einem Gemeindeteil im Ortsteil Premslin der Gemeinde Karstädt im Landkreis Prignitz in Brandenburg. Die Kirchengemeinde gehört zum Pfarrsprengel Karstädt-Land im Kirchenkreis Prignitz der Evangelischen Kirche Berlin-Brandenburg-schlesische Oberlausitz.

## Beschreibung
Die neugotische Saalkirche wurde 1896 im Wesentlichen aus Backsteinen erbaut. Sie besteht aus einem Langhaus, mit zwei asymmetrischen Anbauten nach Süden, einem Kirchturm über quadratischem Grundriss an der Südwestecke und einem eingezogenen, flachgeschlossenen Chor im Osten. Das Langhaus hat im Westen einen Staffelgiebel, ebenso die beiden Anbauten nach Süden. Der Kirchturm ist mit einem spitzen Helm bedeckt, in dessen Dachgauben sich die Zifferblätter der Turmuhr befinden. 
Der Innenraum hat im Süden eine Empore, die den einheitlichen Raumeindruck beeinträchtigt. Die Orgel mit neun Registern auf zwei Manualen und Pedal wurde 1899 von Schlag & Söhne gebaut.